# Pellionia trichosantha
Pellionia trichosantha är en nässelväxtart som beskrevs av François Gagnepain. Pellionia trichosantha ingår i släktet Pellionia och familjen nässelväxter. Inga underarter finns listade i Catalogue of Life.